# Analiza błędów
Analiza błędów - systemowe podejście do zrozumienia istoty powstałych błędów, natury ich powstawania, a także ich potencjalnego wpływu na wynik. Celem analizy jest wczesne zidentyfikowanie źródeł powstawania błędów, podjęcie działań mających na celu zapobieganiu ich powstawania lub korygowania. Analiza błędów jest wykorzystywana w różnych dziedzinach, między innymi w matematyce, metrologii, lingwistyce, uczeniu maszynowym i edukacji.
 
Częścią analizy błędów jest rachunek błędów
Przykłady zastosowań analizy w różnych dziedzinach:
- Matematyka - Analiza błędów w matematyce, czyli rachunek błędów to proces badania i oceny dokładności wyników obliczeń i pomiarów. Zasadniczym celem analizy błędów w matematyce jest zrozumienie niepewności i rozbieżności, które mogą pojawić się w obliczeniach, pomiarach i szacunkach.[1]

- Lingwistyka- w lingwistyce analiza błędów jest wykorzystywana do badania błędów popełnianych przez osoby uczące się drugiego języka, identyfikując wzorce i przyczyny błędów w celu poprawy nauczania i uczenia się języka.[2]
- Uczenie maszynowe - analiza błędów w uczeniu maszynowym obejmuje badanie błędów popełnianych przez model po to by zrozumieć jego mocne i słabe strony, zidentyfikować obszary wymagające poprawy i zoptymalizować jego wydajność.
- Metrologia - analiza błędów pomiarowych, kalibracja przyrządów pomiarowych.
- Edukacja - analiza błędów uczniów, dostosowanie metod nauczania.
- Inżynieria - analiza błędów konstrukcyjnych,[3]
- Zarządzanie jakością- Usprawnienie procesów, minimalizacja błędów.[4]
- Bezpieczeństwo - Analiza błędów operacyjnych.[5]
- Finanse- analiza błędów rachunkowości.
- Programowanie - analiza błędów w kodzie.
- Medycyna - analiza błędów diagnostycznych i terapeutycznych.